# Nội chiến Nigeria
Nội chiến Nigeria hay Chiến tranh Nigeria–Biafra (tiếng Anh: Nigerian Civil War, Nigerian–Biafran War hay Biafran War) (6 tháng 7 năm 1967 – 15 tháng 1 năm 1970) là cuộc nội chiến giữa Nigeria và Cộng hòa Biafra, một quốc gia ly khai đã tuyên bố độc lập khỏi Nigeria vào năm 1967. Nigeria do Tướng Yakubu Gowon lãnh đạo, trong khi Biafra do Trung tá Chukwuemeka "Emeka" Odumegwu Ojukwu chỉ huy. Biafra đại diện cho khát vọng chủ nghĩa dân tộc của nhóm dân tộc Igbo, mà nhóm lãnh đạo cảm thấy họ không còn có thể cùng tồn tại với chính phủ liên bang, vốn bị chi phối bởi lợi ích của người Hồi giáo Hausa-Fulanis ở Bắc Nigeria. Cuộc xung đột bắt nguồn từ những căng thẳng chính trị, kinh tế, sắc tộc, văn hóa và tôn giáo xảy ra trước khi Vương quốc Anh chính thức phi thực dân hóa Nigeria từ năm 1960 đến năm 1963. Nguyên nhân trực tiếp của cuộc chiến năm 1966 bao gồm một cuộc đảo chính quân sự, một cuộc phản đảo chính và thảm sát người Igbo ở miền Bắc Nigeria. Kiểm soát việc sản xuất nguồn dầu béo bở ở đồng bằng sông Niger cũng là một nguyên nhân chiến lược quan trọng, và là một nguyên nhân khiến Pháp ủng hộ mạnh mẽ Biafra.
Trong vòng một năm, quân đội chính phủ Nigeria đã bao vây Biafra và chiếm được các cơ sở dầu mỏ ven biển và thành phố Port Harcourt. Một cuộc phong tỏa được áp dụng như một chính sách có chủ ý trong thời gian bế tắc, mà sau đó dẫn đến việc dân thường Biafran chết đói hàng loạt. Trong hai năm rưỡi của cuộc chiến, có khoảng 100.000 thương vong quân sự tổng thể, trong khi khoảng 500.000 đến 2 triệu thường dân Biafra chết đói.
Cùng với Chiến tranh Việt Nam đang diễn ra đồng thời, Nội chiến Nigeria là một trong những cuộc chiến đầu tiên trong lịch sử loài người được truyền hình cho khán giả toàn cầu. Vào giữa năm 1968, hình ảnh những đứa trẻ Biafra suy dinh dưỡng và chết đói tràn ngập các phương tiện thông tin đại chúng của các nước phương Tây. Hoàn cảnh của những người Biafra chết đói đã trở thành một nguyên nhân gây chú ý chính ở nước ngoài, tạo điều kiện cho sự gia tăng đáng kể nguồn tài trợ và sự nổi bật của các tổ chức phi chính phủ quốc tế (NGO). Biafra đã nhận được viện trợ nhân đạo quốc tế từ dân thường trong cuộc không vận Biafra, một sự kiện đã truyền cảm hứng cho việc thành lập Bác sĩ không biên giới sau khi chiến tranh kết thúc. Vương quốc Anh và Liên Xô là các nước ủng hộ chính của chính phủ Nigeria, trong khi Pháp, Israel (sau năm 1968) và một số quốc gia khác ủng hộ Biafra. Quan điểm chính thức của Hoa Kỳ là trung lập, coi Nigeria là "trách nhiệm của Anh", nhưng một số người giải thích việc từ chối công nhận Biafra là có lợi cho chính phủ Nigeria.
Chiến tranh đã bộc lộ những sai sót trong chủ nghĩa toàn châu Phi ngay từ đầu thời kỳ châu Phi giành độc lập khỏi chủ nghĩa thực dân, thông qua bằng chứng cho thấy các dân tộc châu Phi quá đa dạng để tìm thấy sự thống nhất chung, đồng thời nó cũng bộc lộ những điểm yếu ban đầu của Tổ chức châu Phi Thống nhất. Chiến tranh cũng dẫn đến việc người Igbo bị gạt ra ngoài lề chính trị, vì Nigeria chưa bao giờ có tổng thống người Igbo nào khác kể từ khi chiến tranh kết thúc, khiến một số người Igbo tin rằng họ đang bị trừng phạt bất công vì chiến tranh. Chủ nghĩa dân tộc Igbo đã nổi lên kể từ khi chiến tranh kết thúc, cũng như nhiều nhóm ly khai tân Biafra như Người bản địa Biafra và Phong trào Hiện thực hóa Nhà nước có chủ quyền Biafra.

#### Các tài liệu lịch sử và ghi nhớ
- Falola, Toyin, and Ogechukwu Ezekwem, eds. Writing the Nigeria-Biafra War (Boydell & Brewer, 2016).
- Nwosu, Maik. "The Muse of History and the Literature of the Nigeria-Biafra War." in Routledge Handbook of Minority Discourses in African Literature (Routledge, 2020) pp. 276–291.
- O'Sullivan, Kevin (2014). "Humanitarian encounters: Biafra, NGOs and imaginings of the Third World in Britain and Ireland, 1967–70". Journal of Genocide Research. Quyển 16 số 2–3. tr. 299–315. doi:10.1080/14623528.2014.936706. hdl:10379/6616. S2CID 71299457.
- Ojaide, Tanure, and Enajite Eseoghene Ojaruega, eds. The Literature and Arts of the Niger Delta (Taylor & Francis, 2021) online.
- Ojaruega, Enajite Eseoghene. "From the Niger Delta's viewpoint: The Nigerian Civil War literature." in The Literature and Arts of the Niger Delta (Routledge, 2021) pp. 206–217.
- Ojaruega, Enajite E. "Beyond Victimhood: Female Agency in Nigerian Civil War Novels." CLCWeb: Comparative Literature and Culture 23.4 (2022): 2+ online.
- Roy-Omoni, Alex. "Sleeping Crocodiles are not Dead: Echoes of The Civil War in Contemporary Niger Delta Poetry." African Journal of Rhetoric 13.1 (2021): 261–281.

### Hình ảnh
- Map of Nigerian Civil War
- Photos from Civil War and related events hosted by Federation of the Free States of Africa
- "Biafra", Iconic Photos blog, 3 December 2010

### Video
- Nigerian-Biafran War Full Video (Raw War Footage) by Initiative Reports
- Daily Life in Biafra (& part 2), Nigerian History Channel
- BBC documentary on Nigerian Civil War
- Biafra documentary on YouTube, part 1 and part 2.
- Speech by President Ojukwu
- Surrender ceremony, 15 January 1970
- Major General Gowon comments after the war has concluded

### Bài viết
- Samuel Fury Childs Daly (2020). A History of the Republic of Biafra: Law, Crime, and the Nigerian Civil War. Cambridge University Press. ISBN 978-1-108-74391-4.
- Chinua Achebe (2012). There was a Country: A Personal History of Biafra. Penguin Press. ISBN 978-1-59420-482-1.
- "Britain and Biafra: the Case for Genocide Examined" – by Auberon Waugh in the Spectator (UK), 26 December 1968
- "Biafra: A People Betrayed" – by Kurt Vonnegut in Wampeters, Foma and Granfalloons, 1974
- Philip Effiong II Website – Writings and links from son of Major General Philip Effiong